# 約克鏢鱸
約克鏢鱸為輻鰭魚綱鱸形目鱸亞目河鱸科鏢鱸屬的其中一種，分布於美國白河流域，體長可達7.8公分，棲息在流動快速、岩石底質的溪流，屬肉食性，以水生昆蟲為食。